# Rosignol
Rosignol é uma cidade da Guiana, na região de Mahaica-Berbice. Está situada na margem oeste do rio Berbice.
De acordo com o último censo realizado em 1970, a cidade possuía 2.001 habitantes, estimativas de 2010 indicam uma população 9.740 habitantes.

## Estrutura
A cidade possui um porto, Rosignol Stelling, muito utilizado para atravessar o rio Berbice, uma vez que a cidade de New Amsterdam está localizada em sua margem leste.
- latitude: 6° 16' 60" Norte
- longitude: 57° 31' 60" Oeste
- altitude: 0 metro